# Living Thing
Living Thing è il quinto album in studio del gruppo musicale svedese Peter Bjorn and John, pubblicato il 30 marzo 2009.

## Tracce
1. The Feeling – 3:08
2. It Don't Move Me – 3:21
3. Just the Past – 5:10
4. Nothing to Worry About – 2:56
5. I'm Losing My Mind – 3:44
6. Living Thing – 4:38
7. I Want You! – 3:39
8. Lay It Down – 3:26
9. Stay This Way – 4:19
10. Blue Period Picasso – 4:36
11. 4 Out of 5 – 4:08
12. Last Night – 4:03

## Formazione
- Peter Morén – voce, chitarra, armonica
- Björn Yttling – voce, basso, tastiere
- John Eriksson – batteria, percussioni, voce